# 三原順
三原 順（みはら じゅん、本名：鈴木 順子、1952年（昭和27年）10月7日 - 1995年（平成7年）3月20日）は、日本の漫画家。北海道札幌市出身。42歳で病没。
三原順のペンネームは、ファンであったグループサウンズバンド「ジャッキー吉川とブルーコメッツ」のギタリスト・ボーカリスト三原綱木にちなむ。また、生前は当人の意向により、本名等は一切公表されていなかった。

## 来歴
中学時代から漫画を描き始める。1973年（昭和48年）、『別冊マーガレット』（集英社）に掲載の『ぼくらのお見合い』でプロデビュー
。なお、デビューに至るまでの投稿歴は14回に及んだという。1975年（昭和50年）から1981年（昭和56年）にかけて、『花とゆめ』（白泉社）誌上で『はみだしっ子』（「われらはみだしっ子」、「はみだしっ子シリーズ」）を連載。4人の少年達の心の彷徨を描いた同作品は、魅力的なキャラクターと劇的なストーリー展開で人気を集め、10代の少女を中心に熱狂的な支持を受けた。
作品テーマは常に社会や人間を深く掘り下げ、独特の深い洞察力で言葉を尽くして描かれたネームの多い作風が特徴であり、作中に文章のみで構成されたページもある。また、執筆当時は社会にあまり広く知られていなかったトロイの木馬などのクラッキング技術や、ポートフォリオなどの金融技術、マーフィーの法則などの知識を物語の背景として入れており、徹底した調査を行ってストーリーを構成した。その一方で、『はみだしっ子番外編』『ルーとソロモン』などの作品ではコミカルな一面も見せ、「グレアムペンギン」などの愛らしいデフォルメキャラも登場させている。
その他の代表作に、『ルーとソロモン』、『ラストショー』、『ロング アゴー』、『ムーン・ライティング』、『Sons』など。1990年代後半には多くの単行本が絶版になり、文庫が出版されていた『はみだしっ子』以外は入手困難になっていた。1999年（平成11年）以降その他の作品も文庫化され、ファン投票に基づく復刊ドットコムによる出版社との交渉によって一部の単行本も復刊された（復刊ドットコムによる復刊第一号が三原順作の絵本『かくれちゃったの、だぁれだ』である）。
2015年（平成27年）2月6日から、米沢嘉博記念図書館において、没後20年を機に「三原順 復活祭」開催。当初は5月31日までの予定だったが、同館始まって以来の入場者数を記録するなど、予想以上の好評を博したことから、期間は6月14日まで延長されることとなった。

## 略歴
- 1971年（昭和46年） - 北海道札幌南高等学校卒業[12]。
- 1973年（昭和48年） - 『ぼくらのお見合い』でデビュー。
- 1975年（昭和50年） - 『はみだしっ子』を、『花とゆめ』（白泉社）に連載開始。
- 1976年（昭和51年） - 『ルーとソロモン』を、『LaLa』（白泉社）に連載開始。
- 1982年（昭和57年） - 『ロング アゴー』を連載開始。
- 1986年（昭和61年） - 『Sons』を、『花ゆめEPO』（白泉社）に連載開始。
- 1993年（平成5年） - 『ビリーの森ジョディの樹』を、『別冊花とゆめ』（白泉社）に連載開始。未完の遺作となる。

## 作品リスト

### 漫画
- ラストショー
- はみだしっ子（われらはみだしっ子、はみだしっ子シリーズ）
- ロング アゴー
- ルーとソロモン
- セルフ・マーダー・シリーズ
- Die Energie 5.2☆11.8
- X Day
- ムーン・ライティング
- Sons
- 夢の中 悪夢の中
- ビリーの森ジョディの樹

### 書籍
- ハッシャバイ（イラスト詩集）
- はみだしっ子を中心にして（自製複製原画集）
- はみだしっ子語録
- かくれちゃったの、だぁれだ

### レコード
- はみだしっ子（音楽・谷山浩子）